# Państwowe Muzeum Sztuki Uzbekistanu
Państwowe Muzeum Sztuki Uzbekistanu (uzb. Oʻzbekiston Davlat Sanʼat muzeyi) – jedno z największych muzeów w Azji Środkowej, założone w 1918 roku. Początkowo kolekcja składała się z pięciuset eksponatów – dzieł sztuki zachodnioeuropejskiej i rosyjskiej – malarstwa, rzeźby, mebli, brązu, porcelany. Muzeum mieściło się w rezydencji wielkiego księcia Mikołaja Romanowa, którego prywatna kolekcja była podstawą ekspozycji muzealnej.

## Historia

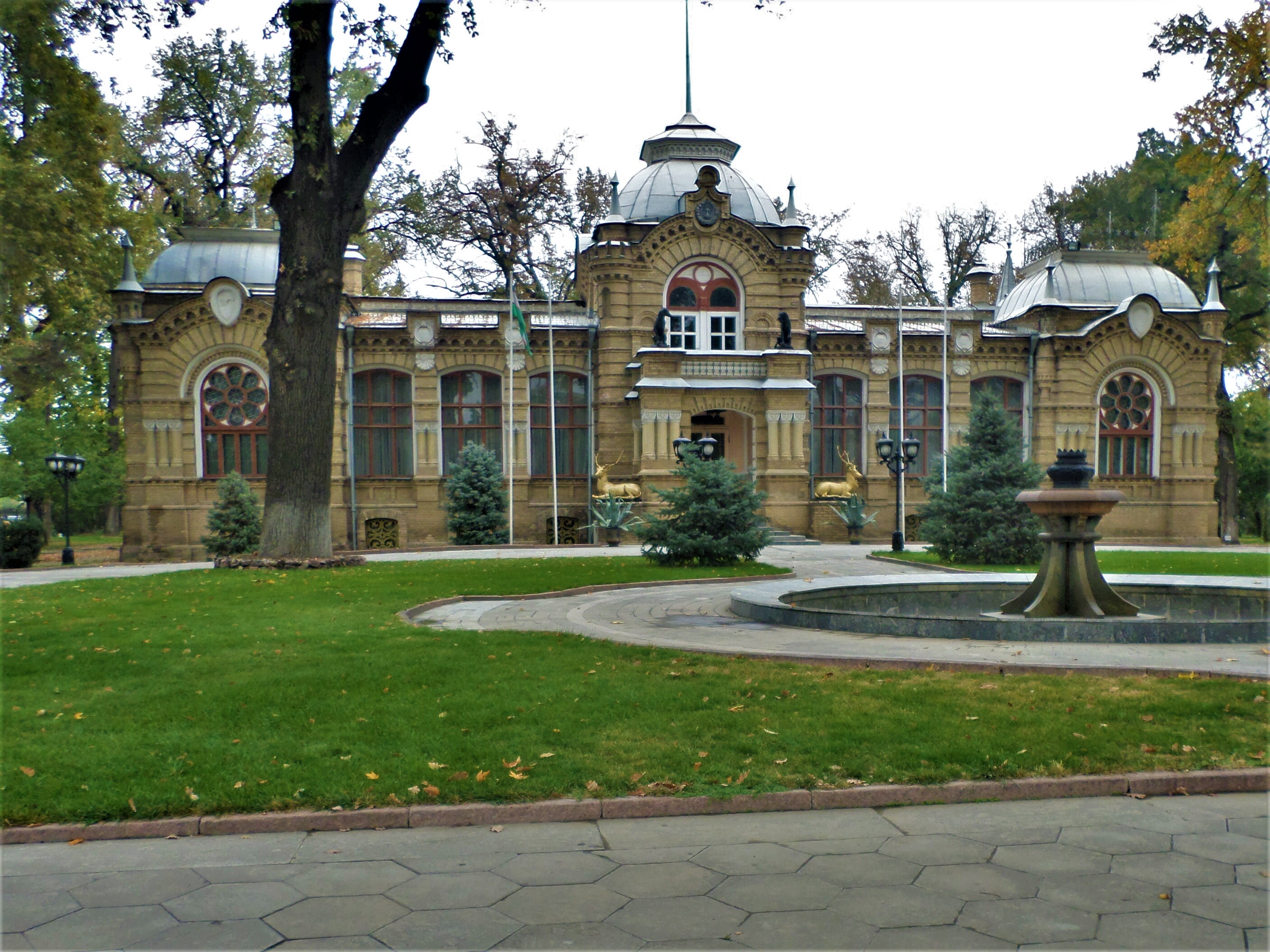
Taszkent. Rezydencja wielkiego księcia Mikołaja Romanowa, w której mieściło się muzeum do 1935 roku.

Muzeum Sztuki zostało założone w Taszkencie w 1918 roku, krótko po śmierci księcia Romanowa, i pierwotnie zajmowało budynek jego dawnego pałacu. W 1935 roku muzeum zostało przeniesione do Domu Ludowego i znajdowało się tam do 1966 roku, kiedy trzęsienie ziemi zniszczyło budynek.  
Zaraz po utworzeniu muzeum, jego zbiory zostały powiększone o prace z kolekcji turkiestanskiego muzeum historycznego. Niektóre prace zostały przeniesione ze zbiorów muzealnych w Moskwie i Leningradzie – na przykład w latach 1920–1924 muzeum otrzymało 116 dzieł sztuki rosyjskiej od XVIII do XX wieku, w tym portrety Władimira Borowikowskiego, Wasilija Tropinina, Karła Briulłowa, Nikołaja Jaroszenki, Ilji Riepina i wiele innych. 
Muzeum zakupiło również około 250 obrazów artystów przedrewolucyjnych działających w Azji Środkowej: Igora Kazakowa, Nikołaja Karazina, Sommera. Od drugiej połowy lat 30. kolekcja muzeum była powiększana głównie o prace artystów uzbeckich, m.in. prace Usto Mumina, Pawła Beńkowa, Leo Bure. Ekspozycja prezentuje m.in. obraz Kandinsky’ego pod tytułem „Kompozycja. Czerwone i czarne” z 1920 roku.   
Modernistyczny budynek w kształcie sześcianu, w którym mieści się muzeum dzisiaj, został zbudowany w 1974 roku, według projektu trzech radzieckich architektów: Abdulowa, Nikiforowa i Rosenbluma.   
Ministerstwo Kultury Republiki Uzbekistanu podpisało umowę na stworzenie koncepcji przebudowy Państwowego Muzeum Sztuki Uzbekistanu, autorstwa światowej sławy japońskiego architekta Tadao Ando.

## Zbiory
Najstarsze eksponaty muzeum pochodzą z czasów starożytnych. W dziale rzemieślniczym wystawiona jest ceramika, rzeźba, hafty, dywany, biżuteria i tkaniny.

### Sztuka rosyjska

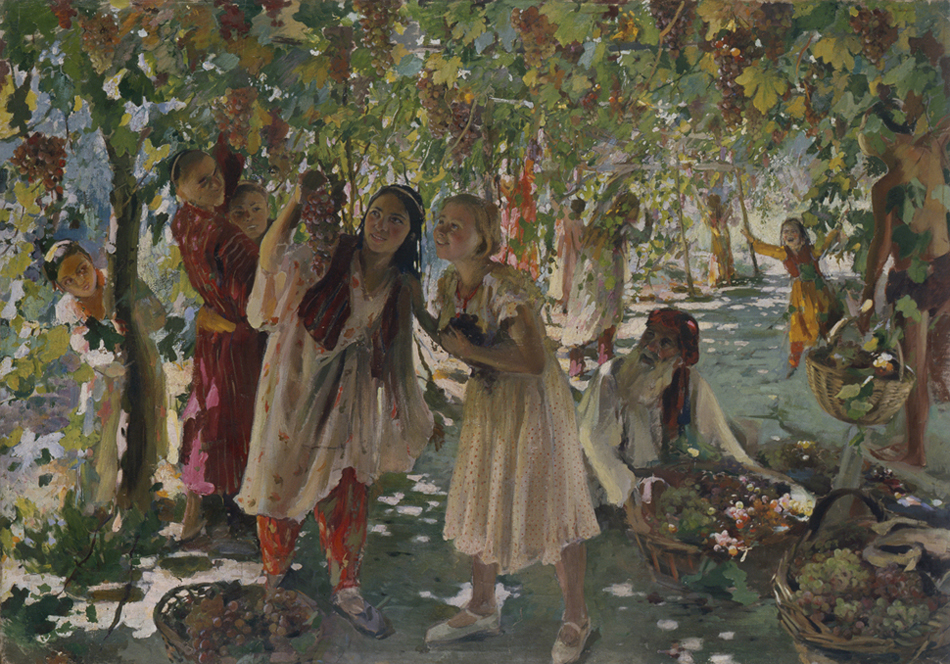
Koleżanki, 1940. Paweł Beńkow
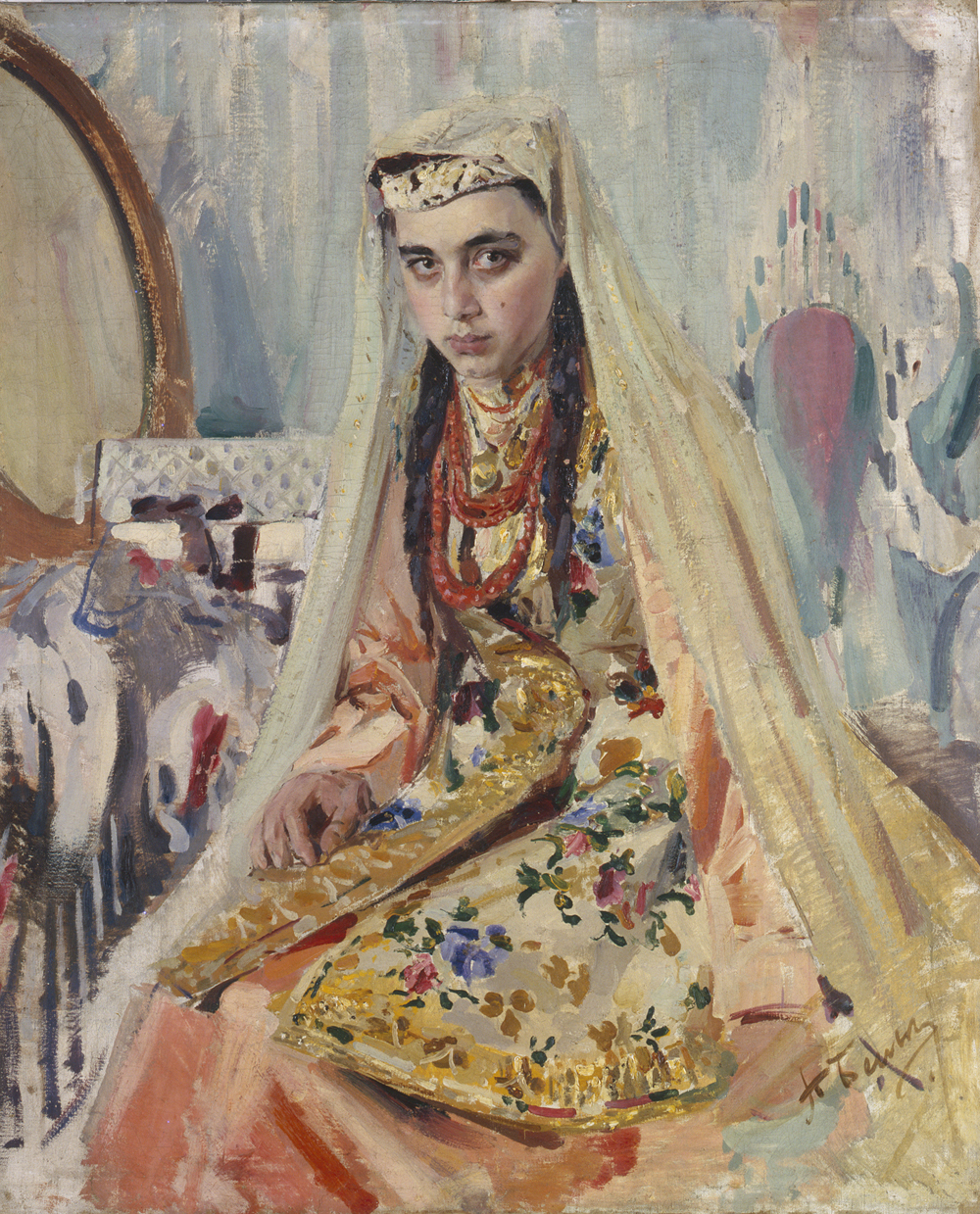
Portret tatarki, 1924-1928. Paweł Beńkow
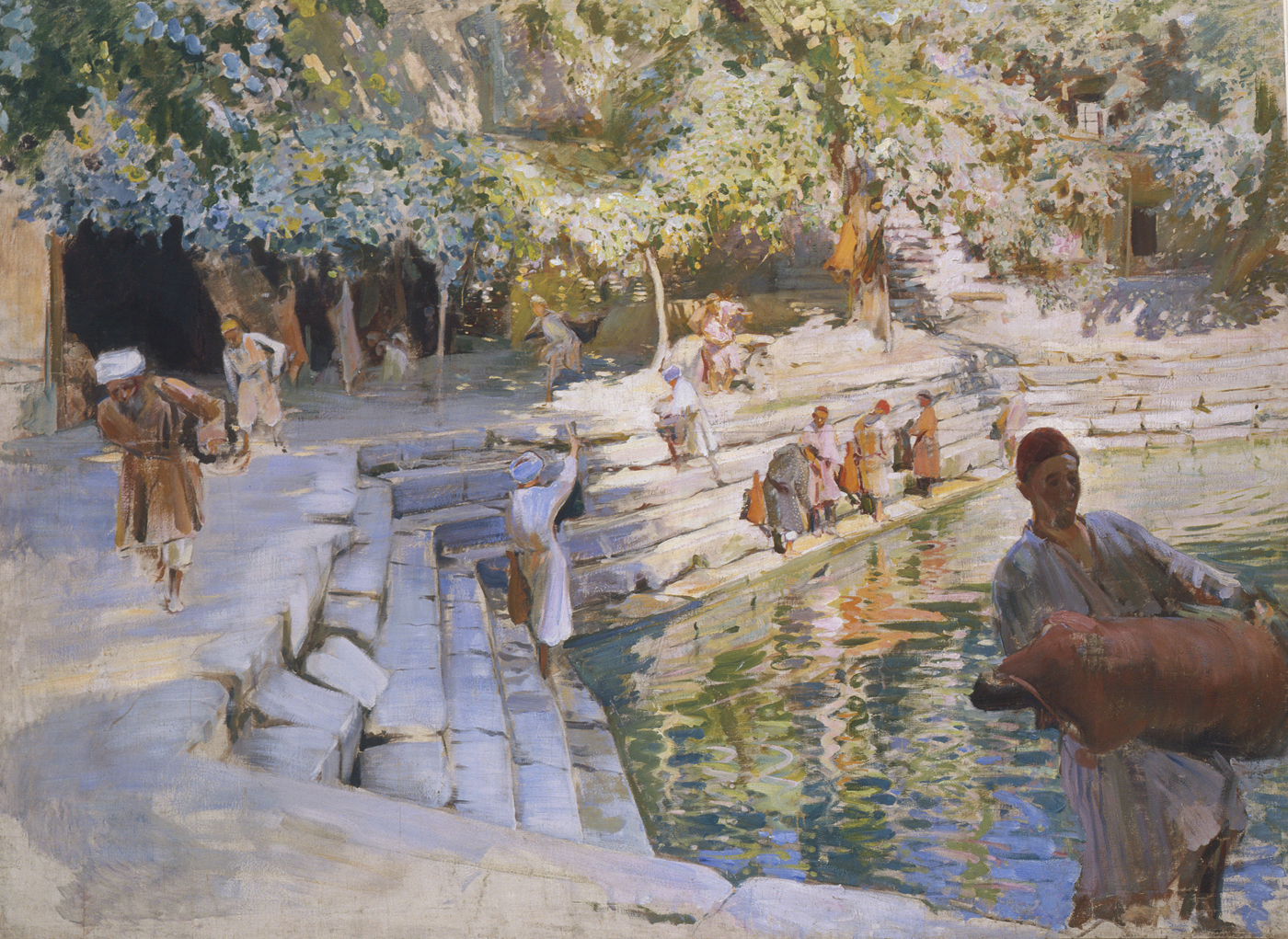
Hauz, 1929. Paweł Beńkow
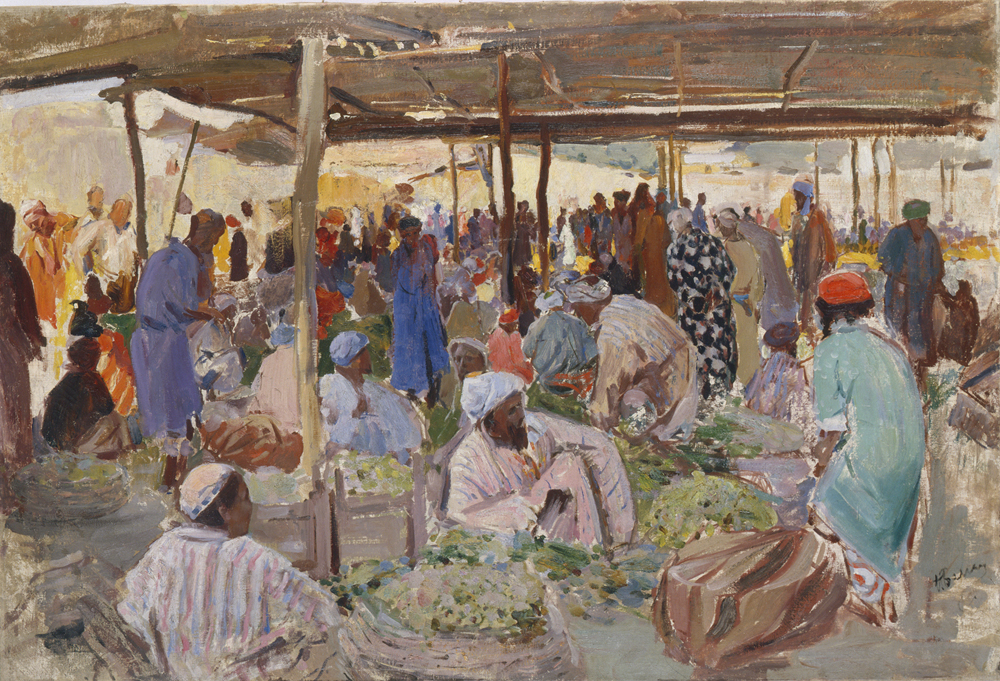
Targ winogron, 1928-1929. Paweł Beńkow
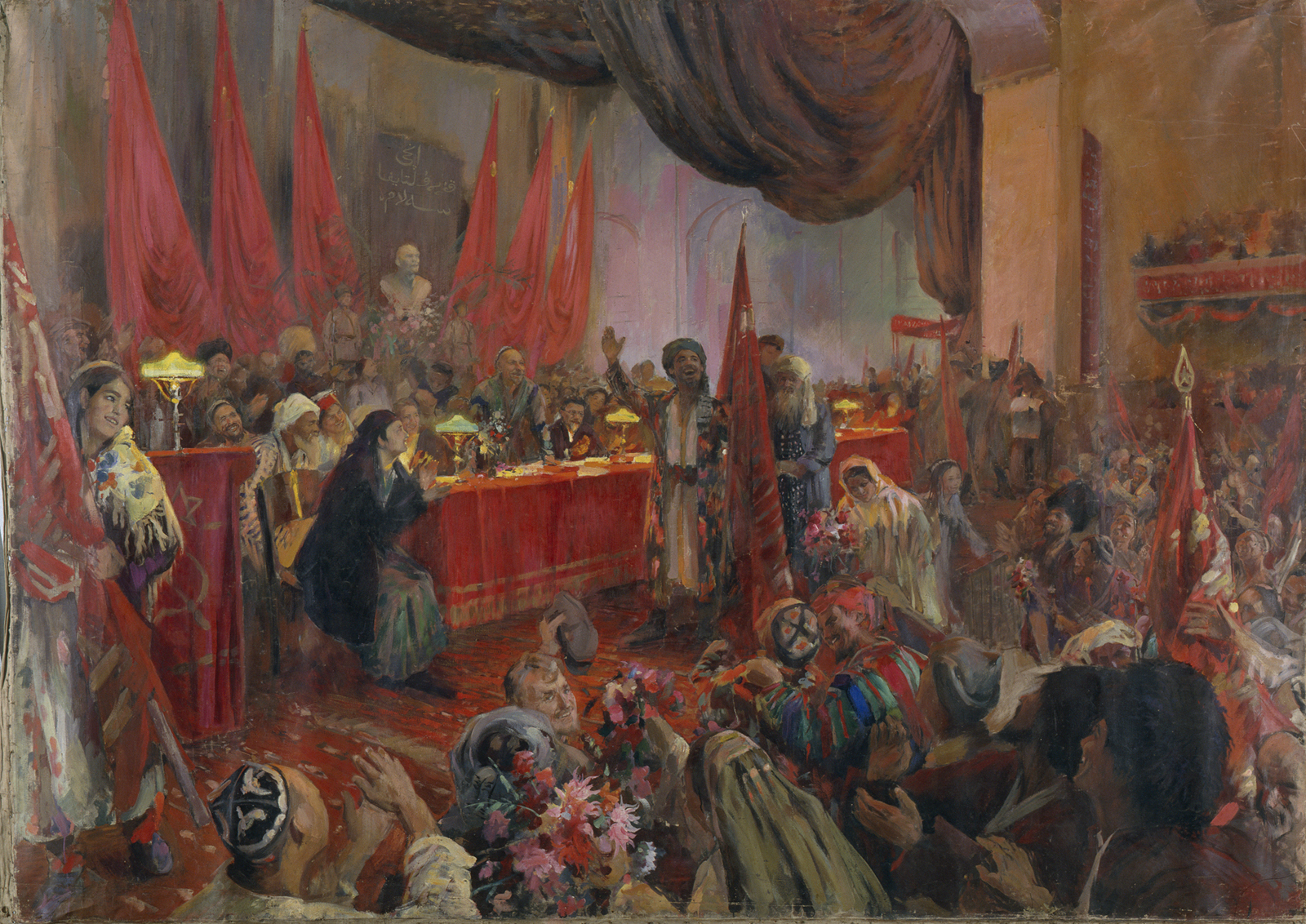
Pierwszy kurułtaj, ogłoszenie powstania Uzbeckiej SRR, 1940. Paweł Beńkow
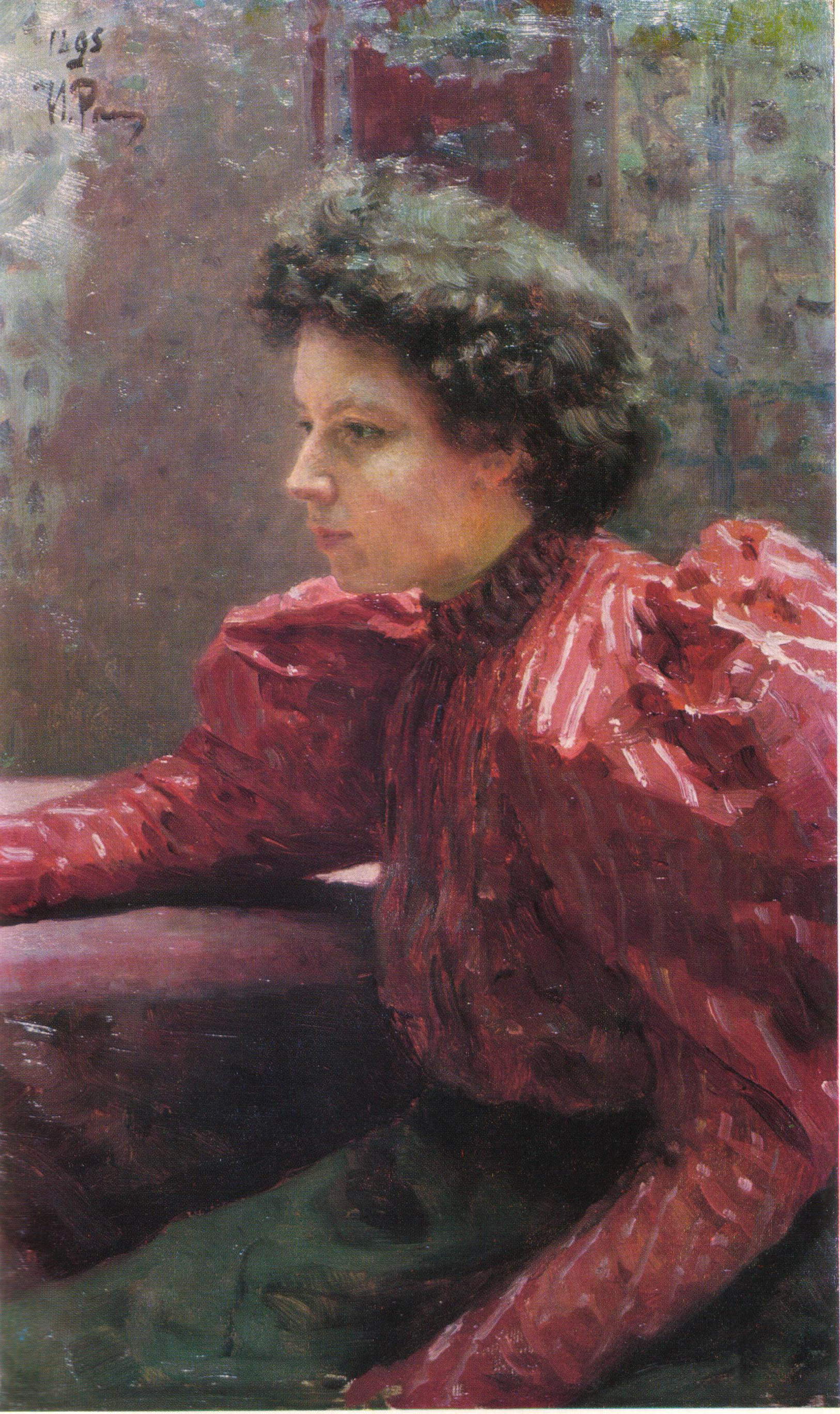
Portret Nadzieżdy Repinej, 1895. Ilja Riepin

### Sztuka zachodnioeuropejska
Dział sztuki Europy Zachodniej (XV–XIX wiek) składa się z obrazów malarzy z Włoch, Hiszpanii, Niemiec, Holandii, Francji i Anglii.

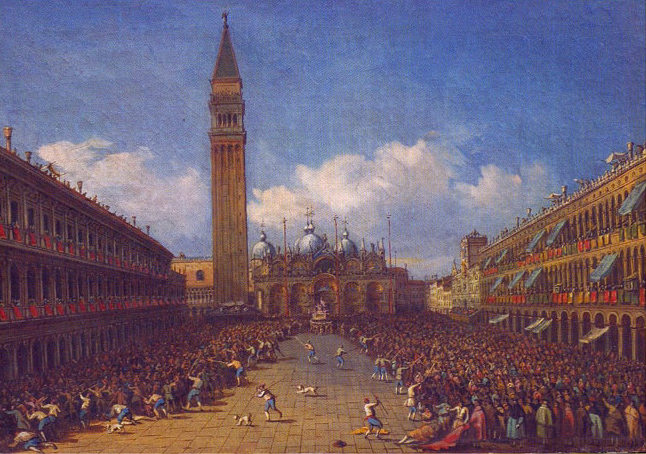
Procesja na Placu św. Marka, XVIII wiek. Michele Marieschi
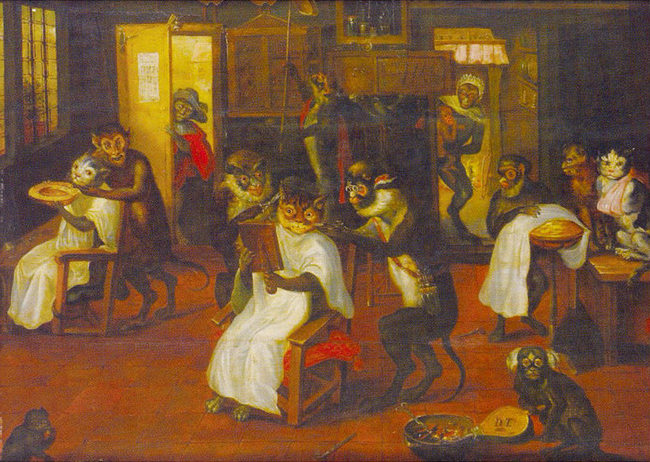
Zakład fryzjerski z małpami i kotami, 1659. David Teniers (młodszy)